# Valanga della Marmolada
La valanga della Marmolada è stato un evento disastroso verificatosi il 3 luglio 2022 sul ghiacciaio della Marmolada, al confine tra le Regioni Veneto e Trentino-Alto Adige.
La catastrofe è stata provocata dal distaccamento di un seracco, una slavina di ghiaccio e detriti che, distaccatasi improvvisamente, ha investito diversi alpinisti causando 11 vittime lungo il tratto che da Pian dei Fiacconi porta a Punta Penia.

## Dinamica e cronologia
Attorno alle 13:45 di domenica 3 luglio 2022, un grosso seracco della calotta di Punta Rocca, sul ghiacciaio della Marmolada si staccò improvvisamente creando una valanga di ghiaccio e roccia che precipitò interessando anche il percorso della via normale, proprio mentre lungo la via di salita si trovavano diverse cordate di alpinisti, travolgendone almeno due. Le cause del distacco del seracco secondo la commissione glaciologica della SAT non erano prevedibili ma durante quei giorni si era osservata molta acqua di fusione che era penetrata in profondità nel ghiacciaio a causa delle temperature anomale registrate durante quel periodo con punte fino a 10 °C sulla vetta della montagna. La colata di ghiaccio investì gli alpinisti a circa 300 chilometri orari e crollando per circa 500 metri.
Dopo pochi minuti sul posto erano già presenti 5 elicotteri dei soccorsi immediatamente allertati, tra cui gli elicotteri del Nucleo elicotteri della provincia autonoma di Trento ed elicotteri provenienti da altre località dell'arco alpino italiano come Bolzano, Cortina e Belluno, ma con gli operatori impossibilitati ad intervenire sul ghiacciaio per il rischio di ulteriori crolli. Proprio per questo motivo intervenne successivamente un elicottero dotato di "Daisy Bell" (una campana riempita di una miscela di idrogeno e ossigeno in grado di creare spostamenti d'aria per provocare slavine in situazioni di instabilità e ridurre così il rischio per i soccorritori). In un primo momento si temette il coinvolgimento di almeno 30 escursionisti che risultavano dispersi; per limitare al massimo il rischio per gli operatori a terra le ricerche iniziarono con l'uso dei droni e di un elicottero dotato di ARTVA con agganciata la campana "Recco" (una tecnologia utilizzata per la ricerca di persone disperse che consente di captare segnali provenienti da superfici riflettenti e da dispositivi elettronici).
Venne disposta un'unità di crisi per gestire gli accessi all'Ospedale Santa Chiara di Trento mentre presso la caserma dei vigili del fuoco di Canazei (sede anche del locale soccorso alpino) venne allestito il punto medico avanzato e di gestione delle operazioni di soccorso. Successivamente vennero coinvolti anche elicotteri della Polizia di Stato e dei vigili del fuoco dei comandi di Padova, Verona e Venezia per agevolare il trasporto di personale di soccorso in quota. Le operazioni di soccorso procedettero in un primo momento con estrema cautela visto il rischio di altri distaccamenti di materiale dal ghiacciaio, obbligando l'utilizzo, attorno alle 15:30, del già citato elicottero dotato di ARTVA. Vennero evacuate tutte le persone nei pressi del ghiacciaio e si portò sul posto anche il Presidente della Provincia Autonoma di Trento Maurizio Fugatti. Cominciarono ad arrivare anche i primi bilanci, fermi a 5 morti, 8 feriti e numerosi dispersi, e venne attivato un numero d'emergenza a disposizione delle famiglie dei dispersi da poter chiamare.
Le ricerche vennero sospese attorno alle 21:00, mentre cominciarono ad arrivare messaggi di cordoglio da parte delle cariche più importanti dello Stato come il Presidente della Repubblica Sergio Mattarella, il Presidente del Consiglio Mario Draghi e la Presidente del Senato Maria Elisabetta Alberti Casellati. Si ricominciò durante la notte utilizzando droni. La mattina del 4 luglio ripresero a pieno le ricerche dei dispersi, mentre il numero totale delle vittime salì a 7. Le salme vennero portate al Palaghiaccio di Canazei dove fu allestita una camera ardente. In mattinata giunsero a Canazei anche il Presidente della Regione Veneto Luca Zaia, il Presidente della Provincia Autonoma di Bolzano Arno Kompatscher mentre nel pomeriggio giunse anche il Presidente del Consiglio Mario Draghi per una breve ma sentita conferenza stampa.
Il 5 luglio venne emanata un'ordinanza da parte del sindaco di Canazei Giovanni Bernard, che obbligò la chiusura dell'intera area della Marmolada in territorio trentino, mentre nei giorni successivi si continuò con le operazioni di ricerca. Ad operazioni concluse il bilancio della tragedia si attestò su 11 morti e 8 feriti.

## Vittime
(Christian e Patricia Chêne, sopravvissuti alla valanga)
L'identificazione delle vittime risultò in un primo momento complessa a causa dei danni provocati sui corpi degli escursionisti dalla valanga di ghiaccio e roccia oltre all'impossibilità di intervenire da parte dei soccorritori mediante ricerca attiva direttamente sul ghiacciaio. Solo il 9 luglio le analisi del RIS consentirono di concludere l'identificazione di tutte le vittime (11 in totale), i feriti invece furono 8.
Le undici vittime erano nove italiani (sette vicentini, tra cui due guide alpine, una trentina e un trevigiano) e due alpinisti cechi.

## Cause e inchiesta giudiziaria
Già nella tarda serata del 3 luglio, numerose voci autorevoli si espressero rimarcando come il cambiamento climatico e l'innalzamento delle temperature abbiano probabilmente giocato un ruolo fondamentale sulla vicenda. Il giorno prima, infatti, si era registrata la temperatura più alta mai rilevata sulla cima della Marmolada, 10 °C. La commissione glaciologica della SAT ha stabilito che nonostante le cause del distaccamento del seracco fossero imprevedibili, le alte temperature registrate fecero in modo che molta acqua di fusione penetrasse in profondità del ghiacciaio, indebolendolo.
Nello specifico, una relazione dei professori Carlo Baroni dell'Università di Pisa e Alberto Bellin dell'Università di Trento con il contributo di altri docenti e di un ricercatore del CNR, ha stabilito che una massa di 6.480 metri cubi di ghiaccio si è staccata dal ghiacciaio a causa dello scioglimento della neve in superficie alla formazione "bedière" (corso d'acqua che si forma sulla superficie del ghiacciaio), che ha contribuito alla disgregazione del ghiaccio.
La Procura di Trento ha in un primo momento aperto un fascicolo sul crollo del seracco della Marmolada, ipotizzando il reato di disastro colposo a carico di ignoti. A metà dicembre una perizia da parte di esperti dell'Università di Siena e di quella di Trento ha rilevato che quanto accaduto è classificabile come "evento non prevedibile". Sulla base di questo la Procura di Trento ha chiesto, il 12 gennaio 2023, la richiesta di archiviazione dell'inchiesta.